# جيرترد فون لي فورت
جيرترد فون لي فورت (Gertrud von Le Fort) وُلدت في 11 أكتوبر 1876 في مدينة ميندن " Minden " في ألمانيا وتوٌفيت في 1 أكتوبر في مدينة ابرستورف "Oberstdorf"، في بافاريا "Bavaria"، ألمانيا.
كانت كاتبة روائية ألمانية، وكاتبة شعر ومقالات. لها خلفية بروتستانتية، لكنها تحولت إلى الكاثوليكية في عام 1926. أكثر كتاباتها أتت بعد تحولها إلى الكاثوليكية. في سنة 1952 حصلت على جائزة كوتفريد كيلير بريس " Gottfried-Keller-Preis" للاداب.

## روابط خارجية
- جيرترد فون لي فورت على موقع IMDb (الإنجليزية)
- جيرترد فون لي فورت على موقع مونزينجر (الألمانية)